# 스타일 큐브
스타일 큐브(Style Cube, 주식회사 스타일 큐브, 일본어: 株式会社スタイルキューブ)는 일본의 연예 사무소 및 영상 제작 회사이다.

## 개요
1999년 1월 11일에 설립한 유한 회사 스튜디오 큐브가 전신.
2011년 당시 업프런트 스타일(업프론트 그룹 계열)의 사장으로 있던 타카 미이 유키 희사(노구치 타카유키)가 동사로부터 독립해서 7월 13일에 유한 회사 스튜디오 큐브에서 주식 회사 스타일 큐브에 상호를 변경했다.또한 높은 곳 유키 희사의 독립을 받고, 업프런트 스타일은 업 프런트 트렌드에 회사명 변경, 계속 성우 중심의 관리를 실시하고 있다.
2013년 4월에 성우 양성소"스타일 아카데미"를 개교했다.
"HAPPY!STYLE"라는 LIVE활동을 중심으로 한 프로젝트 및 이차원 삼차원을 불문하고 활약할 수 있는 탤런트 육성, 안무 모션 액터 코디네이터,"스튜디오 큐브"(STUDIO CUBE)브랜드로 영상 제작을 한다.

## 주요 소속 탤런트
- 이시와라 카오리
- 이토 미쿠
- 오구라 유이
- 토요타 무라
- 하나타니 아사히
- Machico

### 과거
- 쿠도 오마유
- 타카하시 나나미
- 테라카도 히토미
- 토오죠 오사야코
- 노토 아리사
- 마츠 마호